# Мозаика (мультфильм)
«Мозаика» — советский короткометражный мультфильм из детского мультипликационного журнала «Весёлая карусель» № 1.

## Сюжет
Мозаичный рисунок, в котором друг за другом гоняются различные животные. Сначала кошка гоняет мышку, потом собака гоняет кошку, потом собаку гоняет тигр, а в конце в тигра стреляет охотник из дробовика и вся мозаика рассыпается.

## О мультфильме
Я вообще не люблю смотреть свои фильмы, всегда нахожу в них недостатки, заметные только мне. С большим удовольствием я делала «Мозаику». Но сейчас понимаю, что работать над ней нужно было иначе. Понимаете, на студии у нас была фабрика, приходилось давать работу сотрудникам цехов фасовки, контуровки, заливки. «Мозаику» же нужно было снимать под аппаратом, двигая под камерой кусочки, но ни в коем случае не контуровать на целлулоиде.
Могу сказать, что большинство сюжетов мне в той или иной степени навязали редакторы, которые являлись правой рукой Госкино. «Мозаика» стала исключением.
— Галина Баринова